# Xanthoceras sorbifolium
Xanthoceras sorbifolium
Espèce
Synonymes
- Xanthoceras sorbifolia Bunge (préféré par BioLib)[2]

Xanthoceras sorbifolium est une espèce de plantes à fleurs de la famille des Sapindaceae. c'est l'unique espèce du genre Xanthoceras. C'est un arbuste originaire de Chine et de Corée. 
Il est cultivé en Europe dans les régions à climat tempéré pour ses qualités ornementales, car sa floraison à la fin du printemps et au début de l'été produit des fleurs parfumées, blanches teintées de rose-rouge à l'intérieur.

## Étymologie et histoire de la nomenclature
Le nom de genre Xantho.ceras est composé des mots grecs ξανθος xanthos « jaune » (blond) et de κέρας, keras « corne » d’animal, renvoyant aux fleurs avec les lobes du disque à base cornée (voir l'illustration ci-contre).
L’épithète spécifique sorbi.folium est une formation latine signifiant « feuille de sorbier ».
L’espèce a été décrite par le botaniste allemand de la Baltique Alexander Bunge en 1833 dans Enumeratio Plantarum, quas en Chine Boreali (St-Pétersbourg) , et publié dans Mém. Acad. Imp. Sci. St.-Pétersbourg. Elle est classée dans les Sapindacées, à côté de Koelreutera paniculata.

## Description

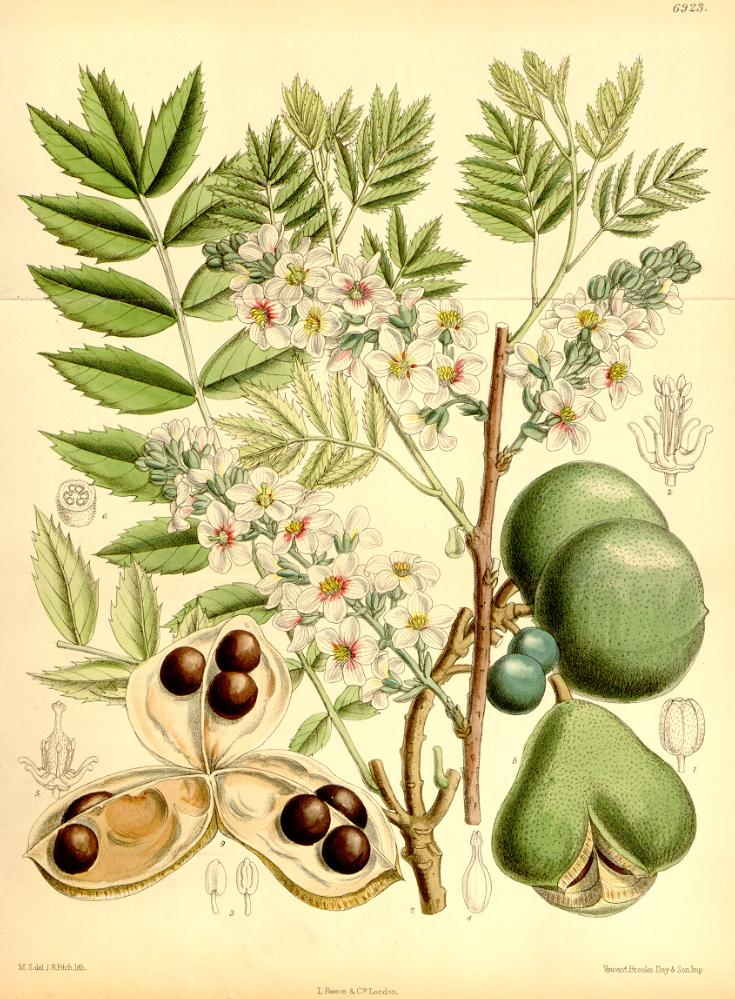
Xanthoceras sorbifolium, Illustration de Hooker. En 2 (au-dessus des deux fruits), la fleur, sans sépales ni pétales mais avec son disque et ses 5 lobes en forme de corne et les étamines au milieu.

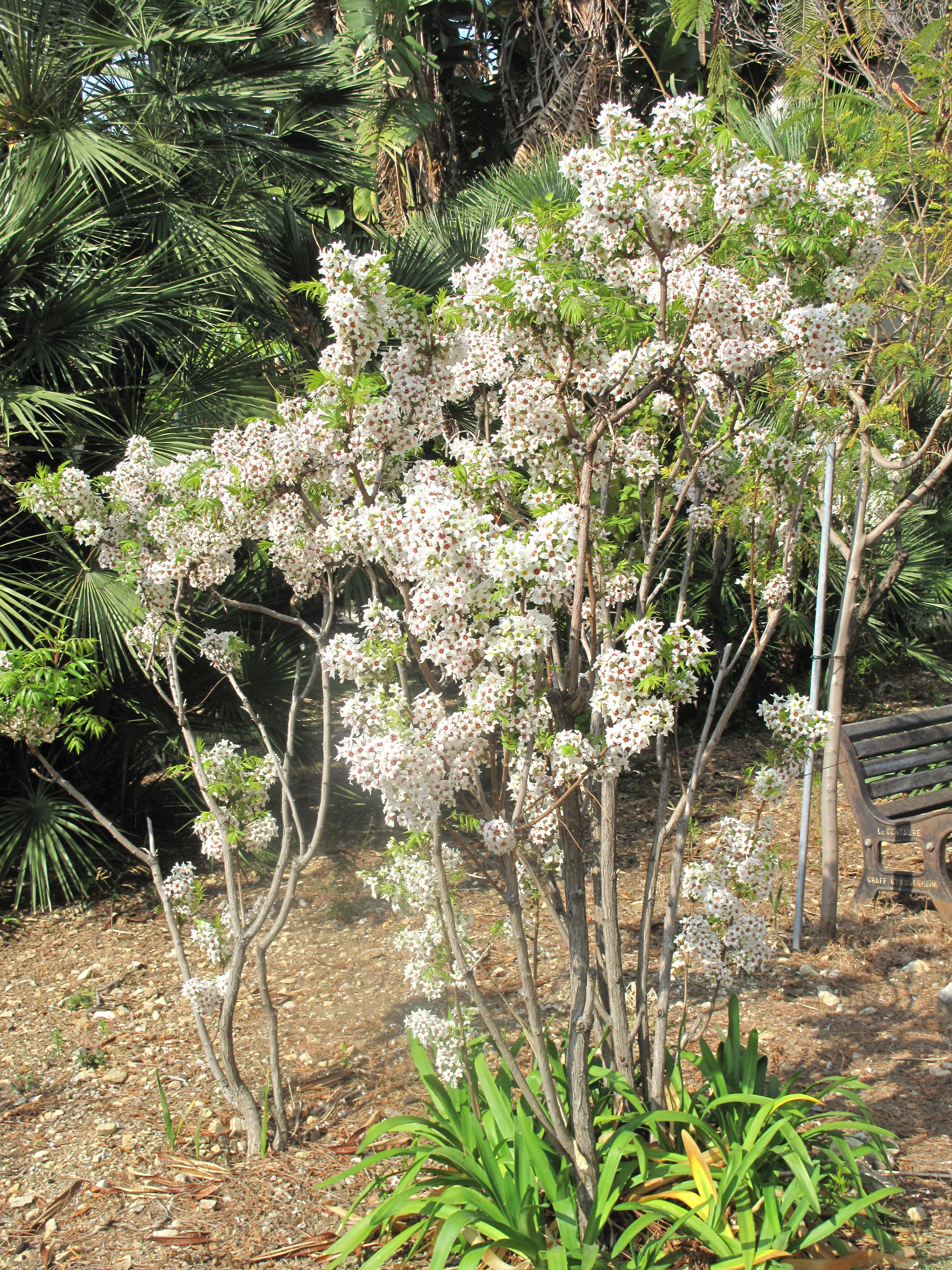
Xanthoceros sorbifolium dans le parc de la villa Maria Serena à Menton.

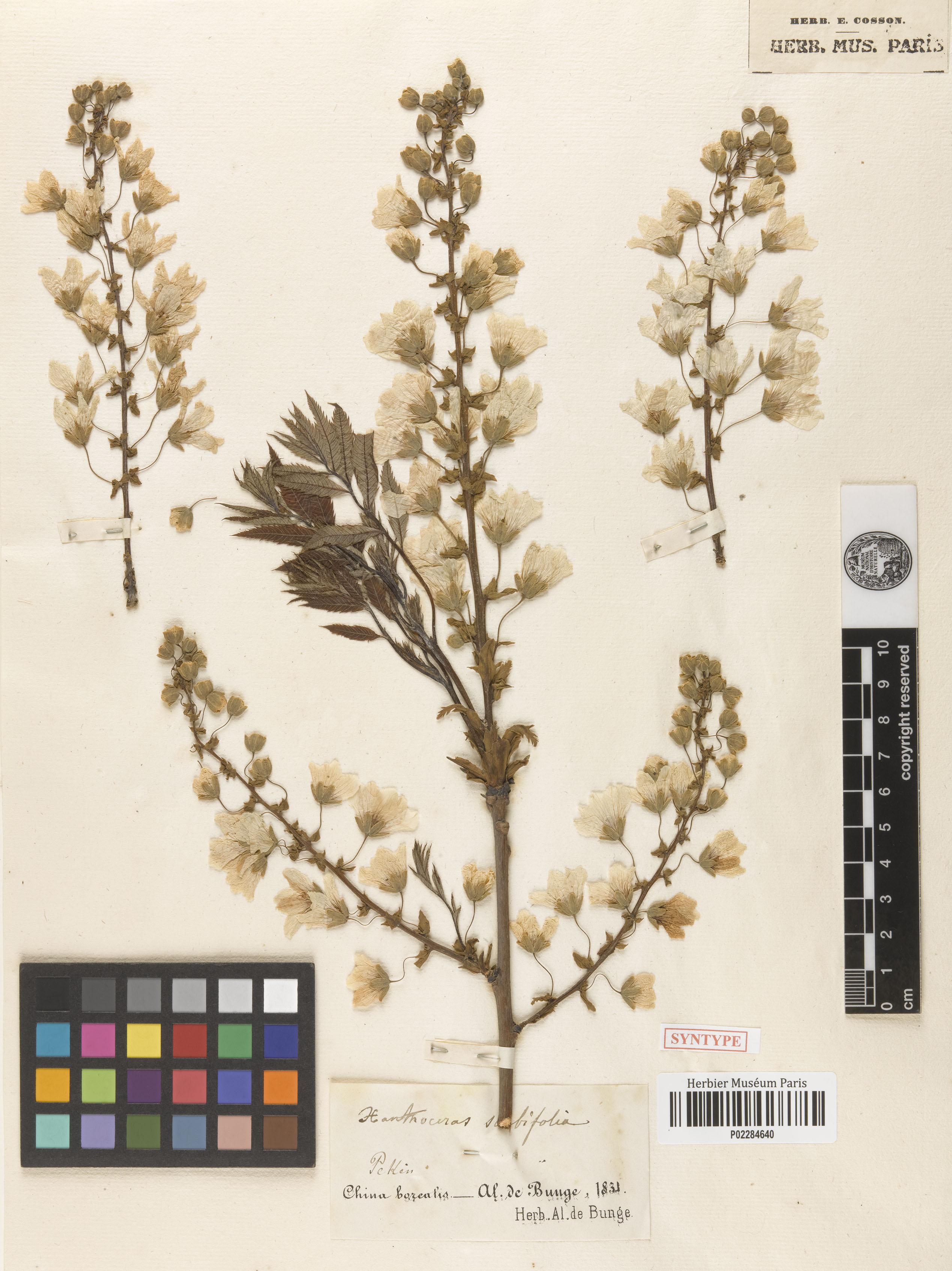
Xanthoceras sorbifolium, Herbier de Bunge au Muséum national d'histoire naturelle, à Paris.

Cet arbuste à feuilles caduques, peut atteindre 2 à 5 mètres de haut. Ses rameaux corpulents sont rouge brunâtre. Il peut vivre plusieurs centaines d'années.
Il possède des feuilles composées ressemblant à celles du sorbier des oiseleurs, caractéristique ayant motivé son nom. Elles sont alternées, mesurent de 12 à 30 cm de longueur et portent 4-8 paires de folioles dentées en scie et une foliole terminale généralement profondément 3-lobée.
Il porte des fleurs mâles et des fleurs bisexuées sur la même plante mais pas sur la même inflorescence. Les inflorescences bisexuées sont terminales, les mâles axillaires, dressées. Les fleurs blanches, parfumées, mesurent 2 à 3 cm de diamètre avec cinq sépales imbriqués, cinq pétales blancs, rouge violacé ou jaunes à la base, et un disque à 5 lobes (qui alternent avec les pétales). Elles sont rassemblées en panicules de 10 à 20 cm de longueur, au milieu du printemps (mai-juin).
Les fruits se présentent en automne sous la forme de capsules ovales 5 à 6 cm de diamètre qui se séparent en trois sections (carpelles) à maturité, laissant 6 à 18 graines de couleur marron foncé de 1,5 cm de diamètre ressemblant à celles de l'espèce Aesculus  (Marronnier) mais sont comestibles. Leur goût est proche d'une châtaigne douce.
Ses graines, ses fleurs et ses feuilles sont comestibles.

## Distribution et habitat
Xanthoceras sorbifolium croît en Chine (dans les provinces de Gansu, Hebei, Henan, Mongolie intérieure, Ningxia, Shaanxi, Shandong, Shanxi, ouest du Liaoning, sud-ouest du Jilin) et en Corée. 
Il est originaire du plateau de lœss du nord de la Chine.

## Usages
- Boisement en Chine

Dans de nombreuses régions du nord de la Chine, il est cultivé sur de grandes surfaces de boisement[réf. nécessaire]. Le sol doit être profond, bien drainé. Il tolère bien le froid et la sécheresse. C’est l’espèce préférée pour boiser les montagnes stériles. Il est utilisé pour la protection contre le vent et la fixation du sable, la gestion des petits bassins versants et la lutte contre la désertification.
Son bois solide et dense, sert à fabriquer des meubles et des ustensiles. 
Le nom de cette espèce dans son pays d’origine est 文冠果 Wén guān guǒ.
- Culture ornementale en Europe

Il est cultivé en Europe dans les régions à climat tempéré pour ses qualités ornementales, car sa floraison à la fin du printemps et au début de l'été produit des fleurs parfumées, blanches teintées de rose-rouge à l'intérieur.
Il pousse dans les sols argilo-siliceux, meubles, perméables et calcaires mais n’aime pas être transplanté. Très fragile à l’état de jeune plant, il devient plus tard très résistant quand il est bien installé, avec les racines au sec l’hiver.
C’est une espèce rustique, tolérant les températures de −20 °C. Il apprécie les expositions ensoleillées et chaudes.
- Usage médicinal en Chine

Dans la terminologie de la médecine traditionnelle chinoise[réf. nécessaire] :
Caractéristiques : doux, légèrement amer.
Indications : éliminer le vent et l’humidité. Réduit les inflammations et soulage la douleur, traite les rhumatismes.
- Usage alimentaire

Les graines sont riches en huile. Jadis, la population extrayait l’huile des graines pour en faire un combustible des lanternes bouddhiques.
Avec une teneur de 66 %, la graine est riche en huile. L’huile contient 53 % d’acide oléique et 38 % acide linoléique. C’est une huile de couleur jaune clair, transparente.
Cette huile est utilisée dans l’alimentation et dans l’industrie, des essais sont faits pour fabriquer des biodiesels.

## Illustrations

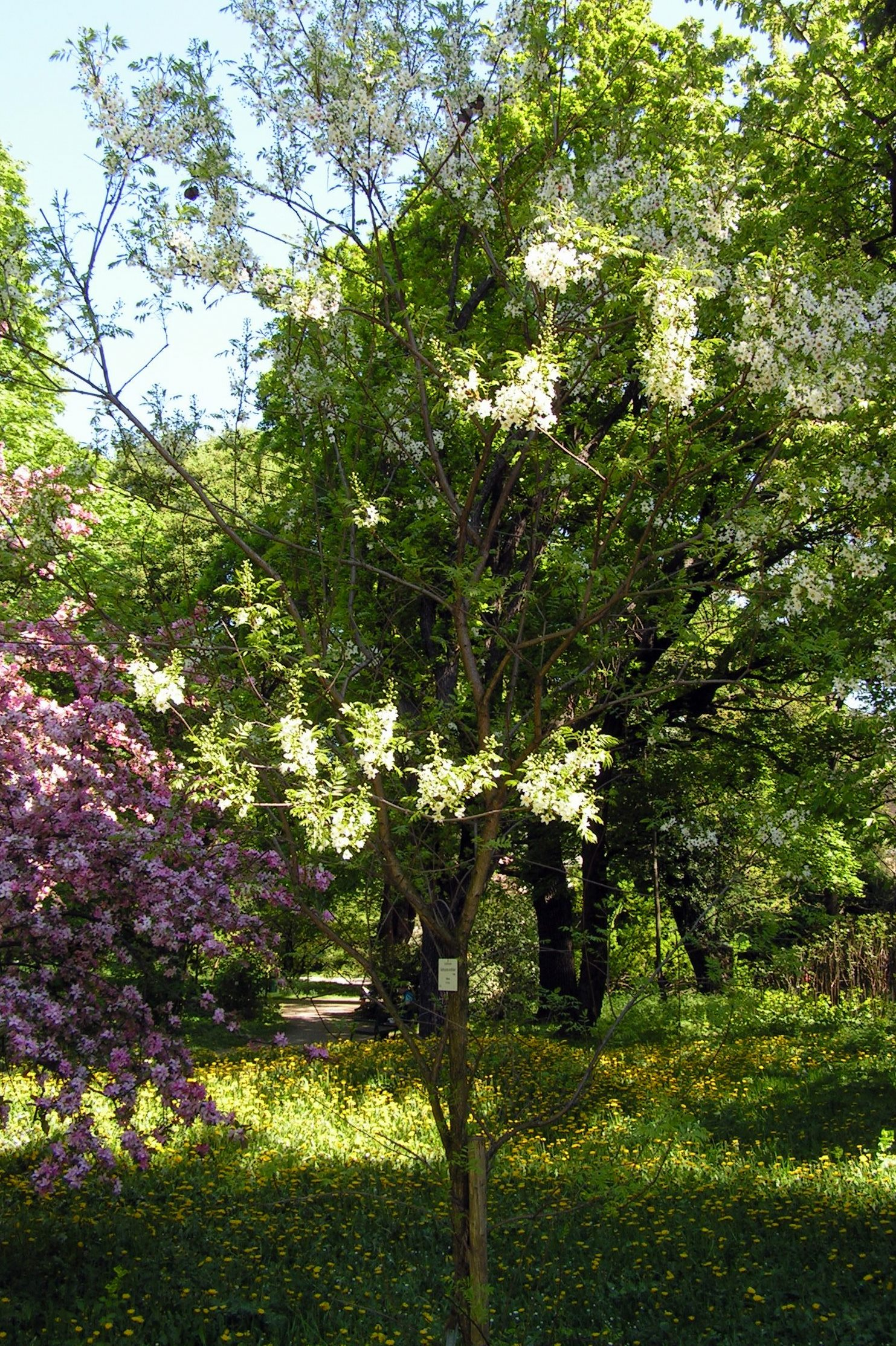
Xanthoceros sorbifolium au jardin botanique de l'université de Vienne.
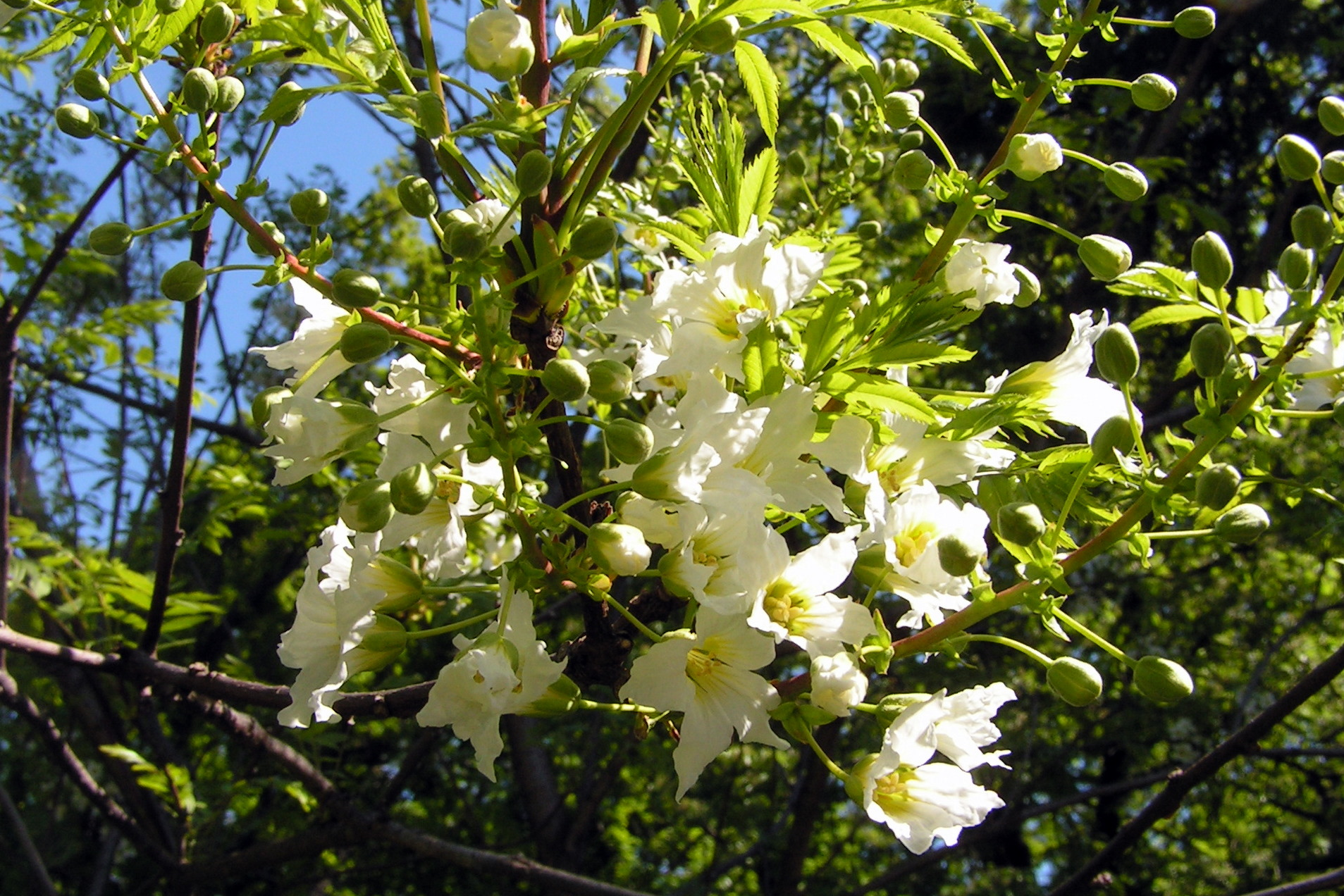
Inflorescences de Xanthoceros sorbifolium.
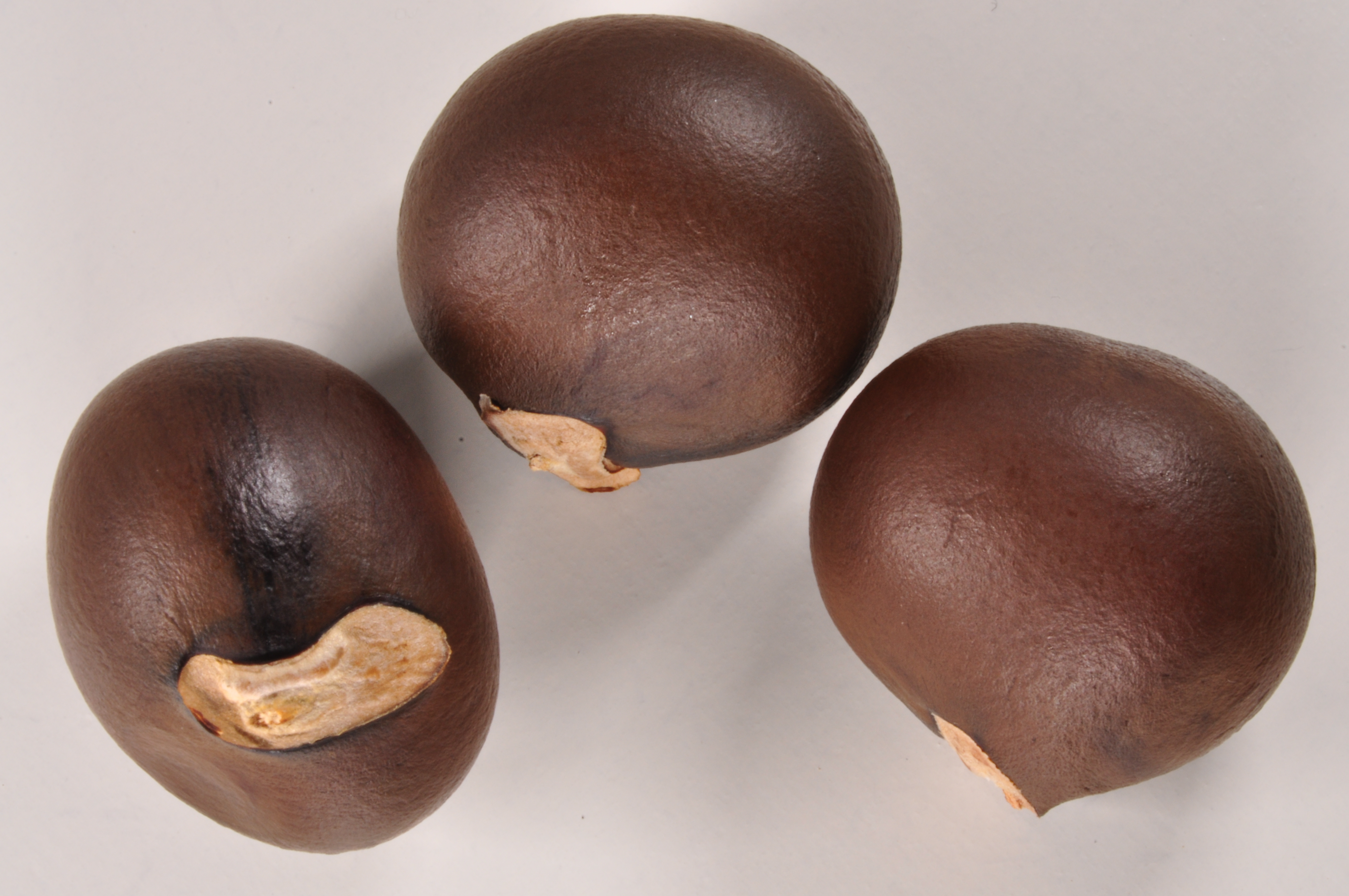
Graines.
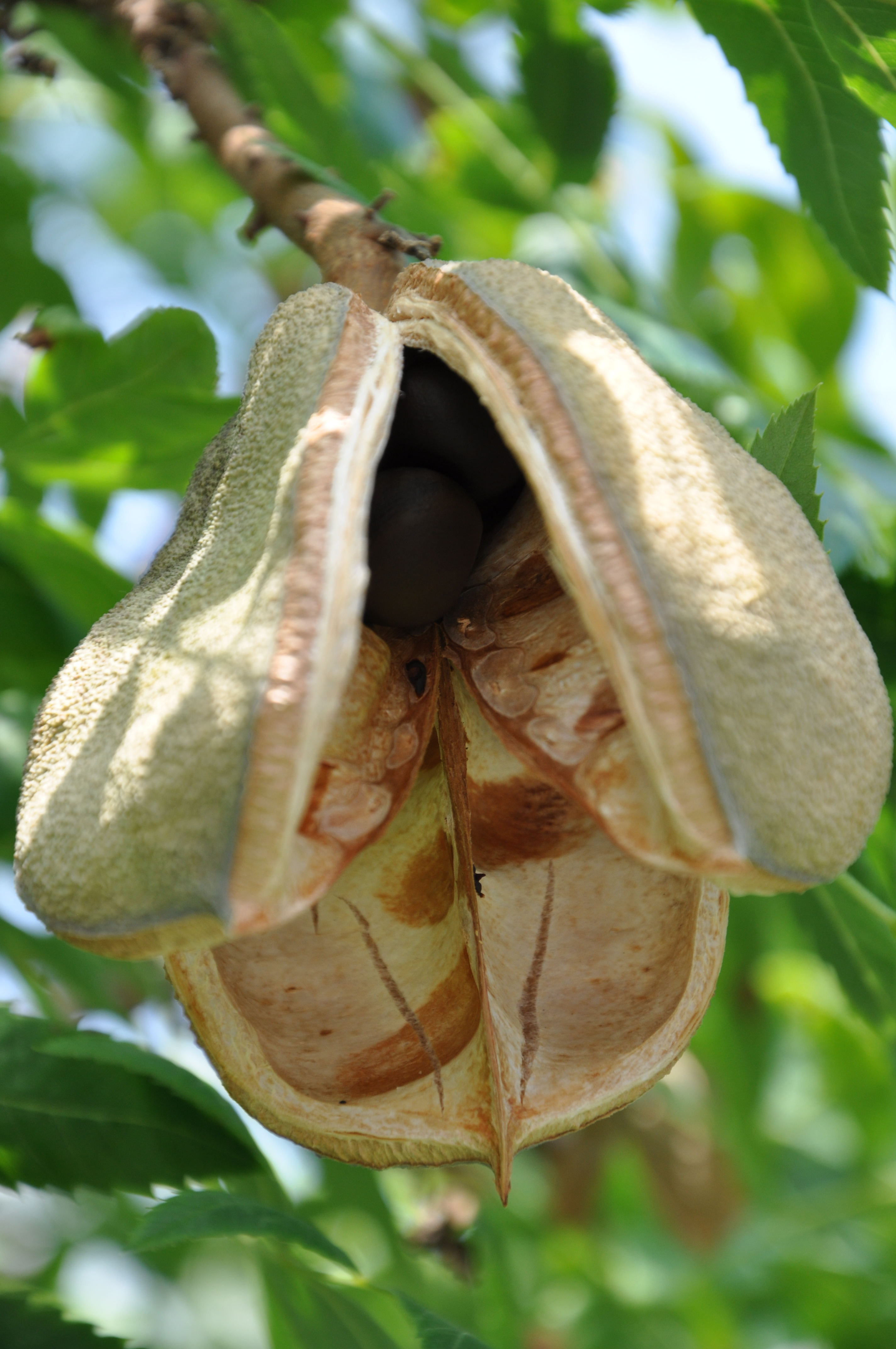
Fruit ouvert à maturité.

## Histoire de la découverte de l’espèce
L’espèce a été décrite par le botaniste allemand de la Baltique Alexander Bunge en 1833 dans Enumeratio Plantarum, quas en Chine Boreali (St-Pétersbourg). Alexander-Andreïevitch Bunge (1803-1890) était un médecin, professeur de botanique à Dorpat (actuelle ville de Tartu, en Estonie) qui explora la Sibérie, la Chine, le Khorasan et l’Altaï. En 1830, il avait accompagné une mission spirituelle envoyée en Chine en tant que naturaliste et étudié la flore de la steppe du Gobi ainsi que celle de la région de Pékin. De ce voyage, il revient en Russie en 1831 et publie ses observations dans Enumeratio Plantarum, quas en Chine Boreali .
Au siècle précédent, le père d’Incarville (1706-1757) avait déjà collecté cette espèce à Pékin et l'avait envoyé à Paris. Il indique « Je ne connais point celle cy ; elle a un fruit comme une amande. Les Chinois mangent ce fruit. Je n’ai pu en avoir ». Au Jardin du roi, aucun botaniste ne s'est occupé de l'identifier. Elle se trouvait dans l’herbier des 149 espèces recueillies à Pékin et aux alentours qui fut entre les mains de Bernard de Jussieu et qui fut oublié pendant un siècle et demi avant que le botaniste, spécialiste de la flore d'Asie orientale, Franchet, ne le redécouvre en 1857. 
Le jardinier et botaniste du Muséum, Joseph Decaisne, écrivit au père David qu’il recherchait des plantes ornementales chinoises des régions tempérées qui pourraient être cultivées en France. 
Le père David qui parcourait la Chine entre 1862 et 1900, avait remarqué que le X. sorbifolium se trouvait parmi les arbustes ornementaux qui entouraient les tombes parsemées dans la campagne. Il se procura de jeunes plants et en 1866, les donna à M. Pinchon, un jeune secrétaire de la Légation française, pour qu’il les rapporte au Muséum. Ils arrivèrent en bon état à Paris et furent cultivés pendant deux ans à l’Orangerie avant d’être plantés à l’extérieur et de fleurir en 1873. Un rejet de ce plant se trouve encore dans le Jardin alpin du Jardin botanique de Paris (en juillet 2020).
Il ne fallut pas longtemps avant que les horticulteurs ne s’emparent de cette espèce et la commercialisent.